# Ciparska umjetnost
Ciparska umjetnost je umjetnička produkcija i umjetnost na području Cipra.

## Drevna umjetnost
Na Cipru su bogata nalazišta iz neolita, posebno tragovi nastamba i keramike. Bogata nalazišta bakrene rude omogućila su razvoj visoko razvijene brončanodobne kulture s utjecajima egipatske, mezopotamske, maloazijske i egejske kulture (uporabna keramika, životinjski i ljudski likovi od gline).
U 12. st. pr. Kr. jačaju utjecaji egejske kulture Krete i Mikene, a potom i grčke umjetnosti.

### Antička umjetnost
Ostatci kultnih građevina kao što su Hagia Irina i Dali, ali i gradske utvrde kao Vuno, govore o bogatoj arhajskoj grčkoj umjentosti. U doba razvoja klasične grčke umjetnosti, na Cipru se razvijaju gradovi, od kojih je najvažniji Pafos s velikim hramom i svetištem Afrodite.
Kontinuitet utjecaja s Orijenta prisutan je u umjetnosti Cipra i u rimsko doba (hramovi, vile, terme i dr.).

## Bizantska i srednjovjekovna umjetnost
Na Cipru je sačuvano mnogo ranosrednjovjekovnih bizantskih sakralnih građevina, često s ciklusima kvalitetnih mozaika, kao što je crkva u Kiti nedaleko od Larnake i manastir kraj Lithrangomija iz 5. i 6. st.
Od 11. st. iz Europe, poglavito iz Francuske, prodiru utjecaji romanike, a od 13. i gotike. Takve su crkva u Lapaisu i prvostolnica u Famagusti, dok se crkva u Morphu gradi u mješavini gotičko-bizantskog stila. Od svjetovnih građevina najvažnije su tvrđava u Kyreniji (13. st.) i Famagusti (14. st.) te tzv. kraljevski dvorac u Nikoziji iz 15. st.
Tijekom 16. st. preko Venecije jačaju renesansni utjecaji kada cvate tradicionalna proizvodnja keramike i tekstila, tzv. ciparski damast.

## Moderno doba
Značajniji ciparski umjetnici su: Rhea Bailey, Mihail Kkasialos, Ioannis Kissonergis, Theodoulos Gregoriou, Helene Black, George Skoteinos, Kalopedis family, Nicos Nicolaides, Stass Paraskos, Arestís Stasí, Telemachos Kanthos, Adamantios Diamantis, Konstantia Sofokleous i Chris Achilleos.

## Ciparska glazba
Ciparska narodna glazba ima mnoge elemente grčke i otočke glazbe, uključujući plesove kao što su: sousta, sirtaki, zeibekikos, tatcija i karcilamas. Glazbala koja se obično povezuju s ciparskom glazbom su: violina ["fkiolin"], lutnja ["laouto"], harmonika, i ciparska frula "pithkiavlin". 
Također je prisutan i oblik glazbene poezije, tzv. "čatista", koja se obično izvodi na tradicionalnim zabavama i proslavama. 
Skladatelji tradicionalne glazbe s Cipra su: Evagoras Karageorgis, Marios Tokas, Solon Michaelides, Savvas Salides. 
Pop glazba na Cipru je uglavnom pod utjecajem grčke pop glazbe, tzv. "Laïka" scene, s nekoliko svjetski poznatih glazbenika kao što su: Anna Vissi i Evridiki. Najistaknutiji na ciparskoj rock sceni ili  "Éntekhnou" su: Michalis Hatzigiannis i Alkinoos Ioannidis. Metal predtsvljaju skupine kao: Armageddon, Winter's Verge, RUST i Blynd Rev.

## Ciparska književnost
Za antičku književnost s Cipra najvažnija je Ciprija, ep s kraja 7. st. pr. Kr., najvjerojatnije djelo antičkog pjesnika Stasinusa. Ciprija je jedno od najstarijih primijera grčke, ali i europske poezije općenito.
Ciprijanin Zenon iz Kitijuma je osnivač stoičke filozofije. Cipar se često spominje u vjerskoj literaturi kao mjesto propovijedanja Apostola Pavla i Barnabe (Djela apostolska).
U srednjem vijeku cvala je epska poezija, osobito tzv. akritičke pjesme. 
Dvije kronike iz 15. stoljeća, Machairasa i Voustroniosa, odnose na francusku vladavinu otokom. Srednjovjekovne Poèmes d'amour (ljubavne pjesme) zapisane su tek u 16. stoljeću. Neke od njih su samo prijevodi Petrarke, Bemboa, Ariosta i Sannazzara. Većina Shakespearove drame "Otelo" događa se upravo na Cipru.
Moderna književnost uključuje osobe kao što su pjesnik i pisac, Kostas Montis, pjesnik Kyriakos Charalambides, pjesnik Michalis Pasardis, pisci Nicos Nicolaides, Stylianos Atteshlis, Altheides, te Demetris Th. Gotsis. Dimitris Lipertis i Vasilis Michaelides, koji su svoje narodne pjesma napisali na ciparskom grčkom narječju. 
Lawrence Durrell je živio na Cipru jedno vrijeme gdje je napisao svoju knjigu "Gorki limunovi" koja je osvojila drugu Duff Cooper nagradu 1957. godine.